# گای چارلز ویلیامز
گای چارلز ویلیامز (انگلیسی: Guy Williams؛ ۱۰ سپتامبر ۱۸۸۱ – ۲ فوریه ۱۹۵۹) فرد نظامی اهل بریتانیا بود. وی همچنین برندهٔ جوایزی همچون نشان حمام شده‌است.